# Junior Aguirre
Junior Aguirre (Chimbote, Provincia del Santa, Perú, 10 de marzo de 1992) es un futbolista peruano. Juega como delantero y su equipo actual es Alianza Universidad de la Liga 2. Tiene 33 años.

## Trayectoria
Debutó con José Gálvez de Chimbote con un gol ante el Cienciano en Cusco en el año 2012. Salió de las divisiones menores del club José Gálvez.
En 2015 fichó por el Alianza Atlético y en la primera fecha del Torneo del Inca 2015 le marcó un gol a la Univ. César Vallejo pero su equipo perdió 3-2. Fue una de las revelaciones del equipo, sin embargo, no pudo evitar el descenso a la Segunda División del Perú. A inicios del 2018 llega a Comerciantes Unidos, fue parte de un partido polémico donde participó a pesar de que estaba suspendido por acumulación de tarjetas amarillas. A final de año desciende de categoría con el cuadro cutervino. Al siguiente año volvió a descender de categoría por Pirata FC, lo que sería su 3er descenso de manera consecutiva.

## Clubes
| Club                   | País | Año       |
| ---------------------- | ---- | --------- |
| José Gálvez            | Perú | 2012      |
| Defensor San Alejandro | Perú | 2013-2014 |
| Alianza Atlético       | Perú | 2015-2017 |
| Comerciantes Unidos    | Perú | 2018      |
| Pirata FC              | Perú | 2019      |
| Cienciano              | Perú | 2020      |
| Unión Comercio         | Perú | 2020      |
| Alianza Universidad    | Perú | 2022 -    |

## Palmarés

### Campeonatos nacionales
| Título          | Club        | País | Año  |
| --------------- | ----------- | ---- | ---- |
| Copa Federación | José Gálvez | Perú | 2012 |

### Distinciones individuales
| Distinción                                                                  | Año  |
| --------------------------------------------------------------------------- | ---- |
| Preseleccionado como delantero en el mejor once de la Liga 2 según la SAFAP | 2020 |